# Wilhelm Kosegarten
Wilhelm Kosegarten (* 27. November 1792 in Altengamm; † 12. Juli 1868 in Graz) war ein deutscher Staatswissenschaftler, Nationalökonom und Professor in Graz.

## Leben
Er war der Sohn des Pastors Johann Joachim Kosegarten und der Neffe von Ludwig Gotthard Kosegarten.
Nach dem Besuch des Johanneums in Hamburg studierte Kosegarten in Göttingen Jura und wurde dort 1815 zum Dr. jur. promoviert, 1838 in Bonn zum Dr. phil. Er hielt in Bonn erste Vorlesungen über nationalökonomische Fächer und Politik, die er ab 1850 in Wien fortsetzte. Von 1855 bis 1868 war Kosegarten außerordentlicher Professor der politischen Wissenschaften in Graz.
1833 hielt er sich in Italien auf, 1843 reiste er mit A. von Haxthausen nach Russland. 1856 erschien sein Hauptwerk „Geschichtliche und systematische Übersicht der National-Ökonomie oder Volkswirtschaftslehre als Grundlage der Volkswirtschaftspolitik“. Politisch gehörte er der konservativen Richtung an. Der christlichsozialen Bewegung nahestehend, war Kosegarten ein Gegner der bürgerlichen Gleichheit und der Repräsentativverfassung. Er bekämpfte die Gewerbefreiheit, missbilligte Schutzzölle, verteidigte ständische Staatsformen und plante katholische Arbeitervertretungen und -krankenkassen.

## Werke (Auswahl)
- Rousseau gegen Hobbes. Hamburg 1832 Digitalisat
- Betrachtungen über die Veräusserlichkeit und Theilbarkeit des Landbesitzes. Bonn 1842 Digitalisat
- Geschichtliche und systematische Übersicht der National-Oekonomie. Wien 1856 Digitalisat
- Göthe’s politische Anschauung und Richtung. Berlin 1863 Digitalisat